# Heterusia particolor
Heterusia particolor är en fjärilsart som beskrevs av W. Warren 1897. Heterusia particolor ingår i släktet Heterusia och familjen mätare. Inga underarter finns listade i Catalogue of Life.